# Dominik Reiter
Dominik Reiter (Grieskirchen, 4 gennaio 1998) è un calciatore austriaco, centrocampista della Dinamo Tbilisi.

## Caratteristiche tecniche
È un esterno destro.

## Carriera

### Club
Cresciuto nel settore giovanile del LASK, ha esordito in prima squadra il 18 ottobre 2016 disputando l'incontro di Erste Liga pareggiato 2-2 contro il Wiener Neustadt. Per la stagione 2018-2019 è stato ceduto in prestito proprio al Wiener Neustadt, con cui ha collezionato 19 presenze segnando 5 reti nella seconda divisione austriaca.
Il 12 marzo 2020 ha esordito in Europa League giocando da titolare l'incontro perso 5-0 contro il Manchester Utd.

### Nazionale
Nel 2017 ha giocato 2 partite nella nazionale austriaca Under-19.